# Johnny Saint
John Miller (né le 29 juin 1941) est un lutteur professionnel britannique, plus connu sous son nom de ring Johnny Saint.
Surnommé « The Man Of A Thousand Holds » (« L'Homme aux Mille Prises »), il est considéré par plusieurs observateurs comme l'un des catcheurs les plus technique de tous les temps. Il est actuellement en semi-retraite et fait quelques apparitions dans des fédérations comme la Chikara ou la Westside Xtreme Wrestling.

## Biographie

### Enfance et jeunesse
Il naît et grandit à Failsworth. Il arrête ses études à l'âge de quinze ans pour marcher dans les pas de son père et devenir ouvrier d'usine. Il fait de la boxe en amateur à cette époque. Un jour, sa mère se fait coiffer par la mère de Billy Robinson (en) et les fait se rencontrer. Plus tard, Saint commence à s'entraîner dans le club de gym du père de Robinson.

### Carrière
Il fait ses débuts contre Colin McDonald, dans un match qu'il perd en juin 1958. Le 5 mai 1973, il a une possibilité de remporter le British Lightweight Championship (en) contre Jim Breaks, mais il perd après que l'arbitre arrête la partie à cause d'une blessure à la tête.
Le 3 novembre 1976, Johnny Saint gagne son premier titre World Lightweight.

### Retraite et retour
Le 10 octobre 1996, Saint bat Naohiro Hoshikawa pour son dernier match, à un évènement Michinoku Pro Wrestling (en).
Le 20 novembre 2007, onze ans plus tard, Saint fait son grand retour en Angleterre lors du LDN Wrestling : Legend Showdown, contre le vétéran Johnny Kidd (en), dans un match en six rounds qu'il gagne 2 à 1. Dans la fédération Westside Xtreme Wrestling, il lutte en mars 2008 contre Mike Quackenbush (en) dans un match régi par les règles World of Sport.
Après plusieurs matches en Angleterre, il lutte en Allemagne contre Mike Quackenbush lors d'un événement Chikara : Tag World Grand Prix. Il perd le match par KO après une blessure au genou.
Il fait ses débuts en Amérique au King of Trios (en) 2009 de Chikara, avec son équipe Master of a Thousand Holds (composée de lui-même, de Mike Quackenbush et de Jorge Skayde (en) Rivera). La première soirée, son équipe lutte contre Incoherence (composée de Delirious, Frightmare (en) et Hallowicked (en)) et la deuxième contre Team Uppercut (composée de Bryan Danielson, Claudio Castagnoli et Dave Taylor (en)).
Il fait une autre apparition à Chikara lors de l'évènement Chikarasaurus Rex, la première soirée contre Johnny Kidd dans un match sous les règles de World of Sport, la seconde en équipe avec Mike Quackenbush contre Johnny Kidd et Colt Cabana. Il gagne le match.

## Style de catch
Johnny Saint est principalement connu pour son style très technique se basant sur des contres et sa longévité. Son désir est d'entrer dans le livre des records pour avoir lutté sept décennies durant.[réf. nécessaire]

## Championnats et accomplissements
- British Lightweight Championship (1 fois)
- European Lightweight Championship (2 fois)
- World Lightweight Championship (10 fois)